# Дитрих I фон Плесе
Дитрих I фон Плесе (на немски: Dietrich I, Herr zu Plesse; † сл. 8 април 1495) е господар на замък Плесе на 7 km от Гьотинген от линията Готшалк фон Плесе. От 1150 г. замък Плесе е резиденция на фамилията, която се нарича на замъка.
Той е син на Готшалк фон Плесе-Херинген († сл. 31 декември 1443) и съпругата му графиня Елизабет фон Хонщайн († между 16 април 1446 и 16 април 1447), вдовица на Бурхард (Бусо) VII фон Кверфурт († 1406), дъщеря на граф Дитрих VI фон Хонщайн-Херинген († 1393) и Лутруд фон Мансфелд († сл. 1394). Внук е на Йохан фон Плесе († 1387) и Аделхайд фон Еверщайн († сл. 1397).
Брат е на Готшалк фон Плесе († 2 ноември 1483), Елизабет фон Плесе, омъжена за Рабан II фон Бойнебург († ок. 1465), и Агнес фон Плесе, омъжена за Ханс фон Верберг († сл. 1454).

## Фамилия
Дитрих I фон Плесе се жени ок. 1445 г. за Маргарета фон Шварценберг (* ок. 1422; † 8 февруари 1459), сестра на Михаел II фон Зайнсхайм († 1499), дъщеря на фрайхер Михаел I фон Зайнсхайм-Шварценберг, господар на Шварценберг и Стефансберг († 1469) и Гертруд (Бетце) фон Кронберг († 1438). Те имат една дъщеря:
- Елизабет фон Плесе (* ок. 1447), омъжена г. за Йохан 'Стари' фон Ерфа (* ок. 1445)

Дитрих I фон Плесе се жени втори път 1470 г. за Маргарета фон Харденберг († 1495), дъщеря на Хайнрих фон Харденберг († 1452) и Берта. Те имат един син:
- Дитрих II (Готшалк) фон Плесе (* 1470; † сл. 19 декември 1542), женен I. на 4 декември 1493 г. за Анна фон Шпигелберг († 1502), II. сгоден на 10 юли 1503 г. в Олденбург, женен между 8 и 22 февруари 1504 г. за графиня Аделхайд фон Олденбург (* ок. 1475; † 1513)